# Żagiel (przedsiębiorstwo)
Żagiel SA – byłe przedsiębiorstwo oferujące usługi z zakresu pośrednictwa finansowego, specjalizujące się w kredytach dla klientów indywidualnych, znane przede wszystkim z systemu sprzedaży ratalnej. Żagiel był liderem rynku rat przez Internet oraz jednym z liderów rynku rat „tradycyjnych”. Spółka powstała w Lublinie w 1990 roku. W swojej ofercie posiadała kredyty gotówkowe, kredyty ratalne oraz ubezpieczenia. Żagiel współpracował w zakresie sprzedaży ratalnej z ponad 30 tys. placówek handlowo-usługowych oraz 2000 sklepów internetowych. W całej Polsce posiadał około 140 placówek przeznaczonych do sprzedaży pożyczek gotówkowych (Kredyt Punktów).

## Historia przedsiębiorstwa

### Początki działalności
W grudniu 1990 roku powstała spółka cywilna o nazwie przedsiębiorstwo handlowo-usługowe Żagiel. Współzałożycielem, inicjatorem rozwoju oraz wieloletnim prezesem spółki był Leszek Podkański. Nazwa spółki wywodziła się od nazwiska jej ówczesnej współwłaścicielki – Elżbiety Żagiel. Chcąc rozwinąć działalność przystąpiono do budowy systemu sprzedaży ratalnej. W 1992 roku Żagiel podpisal umowę ze Wschodnim Bankiem Cukrownictwa w Lublinie, stając się tym samym pośrednikiem w sprzedaży usług finansowych. Kilka lat później, w wyniku szybkiego rozwoju, powstała wydzielona z grupy spółka z ograniczoną odpowiedzialnością Żagiel  specjalizująca się w pośrednictwie kredytowym. Jej głównym produktem był kredyt ratalny. 

### Razem zKredyt Bankiem
W styczniu 2000 r. uległa zmianie forma prawna. Spółka z ograniczoną odpowiedzialnością został przekształcony w spółkę akcyjną, a od sierpnia partnerem strategicznym spółki był Kredyt Bank. Na początku Kredyt Bank kupił 26 procent akcji Żagla. Dwa lata później, w styczniu 2002 r. bank objął większościowy pakiet w kapitale akcyjnym spółki. Żagiel SA został włączony do Grupy Kapitałowej Kredyt Banku. Od czerwca 2002 r. jedynym właścicielem Żagla był Kredyt Bank.
Żagiel rozwijał się i stopniowo zaczynał zmieniać charakter swojej działalności. Już w listopadzie 2002 r. przejął należącą do Kredyt Banku spółkę SKK Kredyt z siedzibą we Wrocławiu. W 2006 r. zaczął tworzyć swoją własną sieć sprzedaży. Powstały pierwsze placówki zwane Kredyt Punktami, zajmujące się sprzedażą kredytów gotówkowych oraz kart kredytowych. Z pośrednika kredytowego, którego domeną byly kredyty ratalne, Żagiel stopniowo zmieniał się w firmę uniwersalną, oferująca coraz szerszy wachlarz produktów. W 2007 roku została utworzona nowa struktura zarządcza KBC Consumer Finance, w skład której wchodziła spółka Żagiel oraz pion Consumer Finance w Kredyt Banku.

### Nowy właściciel –KBC BankNV
Dwa lata później nowym właścicielem Żagiel SA został KBC Bank NV z siedzibą w Brukseli. Nowy nabywca, który zakupił 100 proc. akcji spółki, został wpisany do księgi akcyjnej spółki. Skala działalności spółki obejmowała mniej więcej milion klientów co roku korzystających z jej usług, 30 tys. placówek handlowo-usługowych i ponad 2000 sklepów internetowych oferujących kredyt ratalny Żagla, a także ponad 1600 placówek agencyjnych współpracujących przy sprzedaży kredytu gotówkowego. Centrala spółki mieściła się w Lublinie przy ulicy Zana 39A. Spółka miała również siedzibę w Warszawie przy ulicy Chmielnej 85/87. W 2012 roku Żagiel obchodził dwudziestą rocznicę działalności firmy na rynku finansowym.

### Zmiana właścicielska –Santander Consumer FinanseSA
W 2012 r. Żagiel obchodził dwudziestą rocznicę działalności na rynku finansowym, a od 31 lipca tego roku właścicielem spółki była spółka Santander Consumer Finanse z siedzibą we Wrocławiu, jeden z liderów polskiego rynku w zakresie udzielania kredytów konsumpcyjnych na zakup dóbr i usług. 
17 stycznia 2013 r. spółka Żagiel została wykreślona z KRS.

## Opis działalności
Żagiel S.A. oferowała następujące produkty: kredyt ratalny (w tym przez internet), kredyt gotówkowy oraz ubezpieczenia (zarówno dodatkowe ubezpieczenia do kredytów i jako produkty osobne, w tym ubezpieczenie przedłużonej gwarancji oraz od przypadkowego uszkodzenia lub zniszczenia towaru). Od lipca 2013 jej ofertę uzupełniały pożyczki gotówkowe sprzedawane za pośrednictwem sieci placówek Santander Consumer Banku.
Jedną z form dystrybucji były Kredyt Punkty, czyli placówki sprzedażowe oferujące klientom kredyty gotówkowe. Spółka posiadała w całej Polsce około 140 placówek tego typu. Spółka współpracowała z ponad 16 tysiącami sklepów i punktów usługowych, od małych rodzinnych firm, poprzez spółki o regionalnym zasięgu, jak i liderów poszczególnych sektorów rynku prowadzących sprzedaż na terenie całego kraju. 